# Agrodiaetus rufomaculata
Agrodiaetus rufomaculata är en fjärilsart som beskrevs av Franz Dannehl 1927. Agrodiaetus rufomaculata ingår i släktet Agrodiaetus och familjen juvelvingar. Inga underarter finns listade i Catalogue of Life.